# Beitstads kommun
Beitstads kommun (norska: Beitstad kommune) var en kommun i Nord-Trøndelag fylke i Norge. Byn Beitstad utgjorde kommunens centralort.

## Administrativ historik
Beitstads kommun upprättades den 1 januari 1838 (som Bedstaden formannskapsdistrikt) när Formannskapslovene från 1837 trädde i kraft. Kommunen omfattade då den nordvästra delen av nuvarande Steinkjers kommun samt den sydvästra delen av nuvarande Namsos kommun.
Den 1 januari 1904 bröts Namdalseids kommun ut ur kommunen som då minskade från 4 314 invånare före delningen till 2 946 invånare efter. Det området utgör sedan den 1 januari 2020 en del av Namsos kommun.
Den 1 juli 1913 bröts Malms kommun ut ur kommunen som då minskade från 2 927 invånare före delningen till 1 934 invånare efter. Den återstående delen omfattade ett område i den norra delen av nuvarande Steinkjers kommun.
Den 1 januari 1964 gick Beitstads kommun, tillsammans med kommunerna Egge, Kvam, Ogndal, Sparbu och Stod, upp i Steinkjers kommun. Kommunens hade då 2 563 invånare.